# Joy Bisco
Pour les articles homonymes, voir Bisco.
Jocelyn Bisco, dit Joy Bisco, née le 15 octobre 1975 à San Diego (Californie, États-Unis) est une actrice américaine.

## Biographie
De descendance philippine, elle naît le 15 octobre 1975 à San Diego où elle fut diplômée de l'université.
Sa carrière en tant qu'actrice de cinéma commença en 2000 après avoir fait quelques apparitions à la télévision, où elle joua dans le film The Debut.
Elle fit de nombreuses apparitions à la télévision dans des séries comme JAG, Amour, Gloire et Beauté, Hôpital central ou plus récemment, dans le dernier épisode de la saison 2 de Desperate Housewives où elle interpréta Mélanie Foster, ex petite amie de Matthew Applewhite.

## Filmographie

### Cinéma
- 2000 : The Debut
- 2001 : Ghost World
- 2001 : Sex Academy
- 2003 : Lumpia
- 2006 : The Shanghai Hotel
- 2007 : In My Sleep
- 2009 : Thérapie de couples (Couples Retreat)

### Télévision
- 1995 : Drôle de chance
- 1995 : JAG
- 1996 : Diagnostic : Meurtre
- 1998 : Brigade de l'extrême
- 2001 : Amour, Gloire et Beauté
- 2002 : Port Charles
- 2002 : Hôpital central
- 2004 : Division d'élite
- 2005 : One on One
- 2006 : All of Us
- 2006 : Desperate Housewives : Melanie Foster
- 2006 : The Game
- 2006 : The Danny Comden Project